# Brad Hogg
George Bradley Hogg, znany jako Brad Hogg (ur. 6 lutego 1971) – australijski krykiecista. Leworęczny spin bowler rzucający w stylu leg spin. 27 lutego 2008 ogłosił zakończenie kariery międzynarodowej, ostatni mecz rozegrał 28 lutego 2008.
Hogg rozegrał zaledwie siedem meczów testowych, ale był stałym członkiem australijskiej drużyny jednodniowej. Podobnie jak inny australijski spin bowler Stuart MacGill większość swojej kariery spędził w cieniu Shane’a Warne’a i dopiero zawieszenie Warne’a z powodu używania zabronionych substancji w 2003, a także jego późniejsze wycofanie się z meczów jednodniowych pozwoliło Hoggowi dostać się do reprezentacji kraju.